# Hydraena samnitica
Hydraena samnitica är en skalbaggsart som beskrevs av Knisch 1924. Hydraena samnitica ingår i släktet Hydraena och familjen vattenbrynsbaggar. Inga underarter finns listade i Catalogue of Life.